# Mont San Lorenzo (Andes)
Pour les articles homonymes, voir Mont San Lorenzo.
Le mont San Lorenzo, ou cerro San Lorenzo, appelé aussi monte Cochrane au Chili, est une montagne située à la frontière chilo-argentine. Par son altitude de 3 706 mètres, c'est la montagne la plus élevée de la province de Santa Cruz et une des plus élevées de Patagonie.

## Géographie
Sur le territoire argentin, le San Lorenzo se trouve dans le département de Río Chico à plus ou moins 100 km de la très touristique route nationale 40 et à quelques kilomètres au nord du parc national Perito Moreno. Il domine le lac Posadas situé 34 kilomètres plus à l'est ainsi que le lac Pueyrredón situé un peu plus au nord de ce dernier.
Sur le territoire chilien, il se trouve sur la commune de Cochrane, dans la province de Capitán Prat, dans la région Aisén del General Carlos Ibáñez del Campo.
Le cerro San Lorenzo donne naissance à trois grands glaciers : deux en Argentine et le dernier au Chili.

## Histoire
La première ascension date de 1943 et fut réalisée par le père salésien Alberto De Agostini, âgé alors de 60 ans, accompagné du Suisse Alejandro Hemmi et de l'Autrichien Heriberto Schmoll, ces deux derniers résidents de longue date à San Carlos de Bariloche, en Patagonie argentine.